# لايما

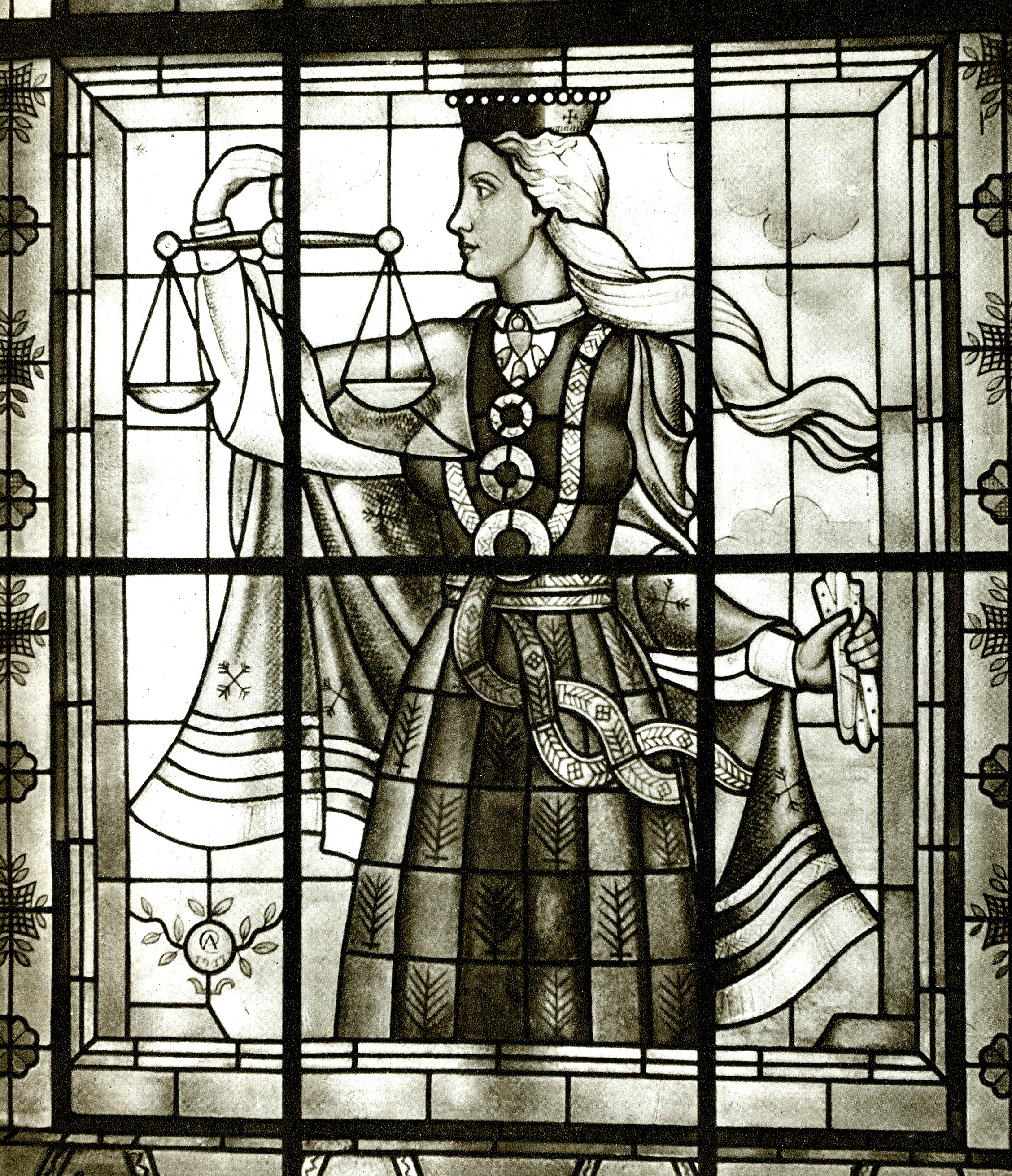
صورة تذكارية للتراث الثقافي في لاتفيا

لايما (بالإنجليزية: Laima)‏، هي إلهة القدر البلطيقية. كانت مرتبطة بالولادة والزواج والموت؛ كانت أيضًا راعية النساء الحوامل. ووظائفها مشابهة للإلهة الهندوسية لاكشمي.

## نبذة
في الأساطير اللاتفية، كانت لايما وأخواتها: كارتا، وديكلا، ثالوثًا من آلهة القدر، على غرار نورس نورنس أو مويراي اليونانيات. تتخذ لايما القرار النهائي بشأن مصير الفرد وتحظى بشعبية كبيرة. في حين أن الثلاثة لديهن وظائف متشابهة، فإن لايما هي إلهة الحظ وترتبط أكثر بالأمهات والولادة، وديكلا هي المسؤولة عن الأطفال، وكارتا لديها السلطة على حياة الكبار.